# Adobo

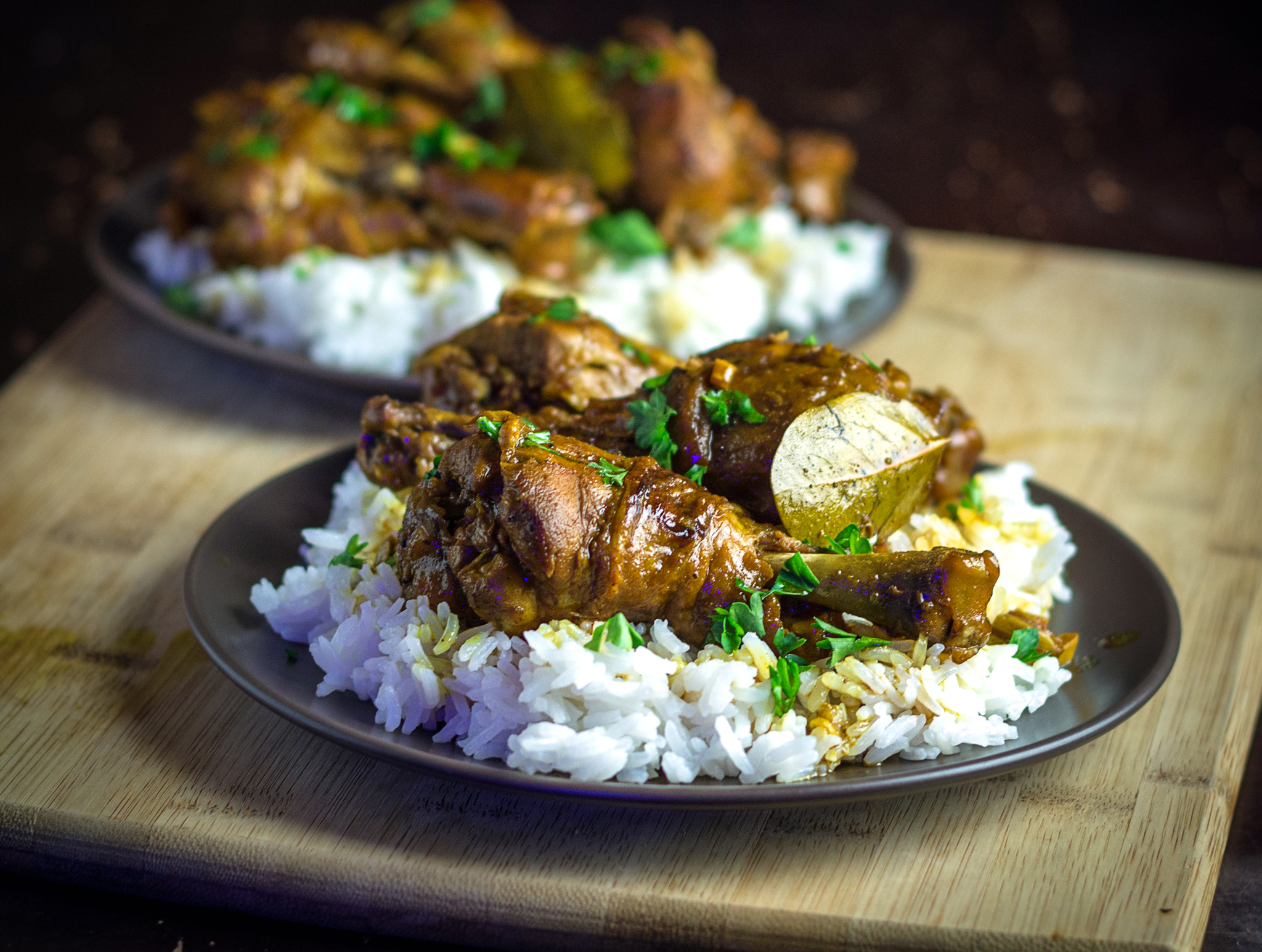
Adobo z kurczaka podane z ryżem

Adobo – potrawa kuchni filipińskiej. Jest daniem o długiej historii. Przygotowywane z różnych rodzajów mięsa marynowanego w mieszance z octu, czosnku, pieprzu, liści laurowych oraz sosu sojowego. Spożywane dla uczczenia ważnych wydarzeń, towarzyszy też spotkaniom rodzinnym. Niezwykle różnorodne, posiada liczne odmiany i warianty. Stanowi integralną część filipińskiej kultury, uznawane bywa za danie narodowe. Utrwalone w filipińskiej kinematografii, w tym w serialu Replacing Chef Chico (2023) oraz w filmie Unexpectedly Yours (2017).

## Nazwa
Współcześnie używana nazwa potrawy pochodzi od hiszpańskiego czasownika adobar oznaczającego marynować. 
Pierwotnie używane w odniesieniu do niej nazwy, osadzone w językach rodzimych dla Archipelagu Filipińskiego, nie zachowały się w pamięci zbiorowej. Wynika to z tego, że przed podbojem hiszpańskim przepisy były przekazywane na Filipinach ustnie lub utrwalane przy pomocy baybayinu, alfabetu sylabicznego używanego pierwotnie do zapisywania języka tagalskiego oraz innych języków filipińskich. Manuskrypty zawierające treści o tematyce kulinarnej mogły zostać zniszczone przez przybyłych z Półwyspu Iberyjskiego zdobywców. Historyk sztuki kulinarnej Raymond Sokolov uznał zresztą powszechne przyjęcie się nazwy kolonialnej tego dania za przykład językowego imperializmu. 
Termin adobo w kontekście kuchni filipińskiej po raz pierwszy pojawił się w 1613, w pracy franciszkanina Pedra de San Buenaventury.

## Pochodzenie
Adobo jest daniem o złożonym pochodzeniu i długiej, skomplikowanej historii. Malajscy żeglarze, którzy zaczęli się osiedlać na należących do współczesnych Filipin wyspach około 3000 lat przed Chrystusem, używali zarówno octu, jak i soli do konserwacji żywności w gorącym, tropikalnym klimacie. Chińscy kupcy, którzy w swych podróżach handlowych dotarli na Filipiny pod koniec panowania dynastii Tang, sprowadzili na archipelag między innymi sos sojowy, szeroko następnie przyjęty i chętnie stosowany w filipińskiej kuchni. Przed wprowadzeniem sosu sojowego do przygotowywania marynaty wykorzystywano mieszankę opartą na soli.
Po wejściu Filipin początkowo w orbitę wpływów a później już wprost w skład hiszpańskiego imperium kolonialnego najeźdźcy szybko zauważyli podobieństwa między technikami konserwacji produktów spożywczych wykorzystywanymi przez rodzimą ludność a tymi typowymi dla Półwyspu Iberyjskiego czy Meksyku. To z tego właśnie spostrzeżenia wynika wspomniana wyżej nazwa potrawy. Filipińskie adobo mimo pewnych wpływów hiszpańskich i latynoamerykańskich jest przy tym przede wszystkim rezultatem miejscowych doświadczeń kulinarnych.

## Składniki i sposób przygotowania
Do przyrządzenia adobo można wykorzystać rozmaite mięsa, między innymi drób, wołowinę czy wieprzowinę. Po wyborze mięsa marynuje się je w mieszance złożonej z octu, sosu sojowego, czosnku, pieprzu i liści laurowych. Następnie poddane już takiej wstępnej obróbce mięso gotuje się aż do miękkości i przesiąknięcia pożądanym smakiem i aromatem w tej samej marynacie. Czasem sos czy marynatę zagęszcza się poprzez dodanie tłuczonej wątroby z kurczaka. Adobo zazwyczaj podaje się z ryżem, choć istnieją też jego wersje spożywane z ziemniakami czy z jajami na twardo.

## Odmiany i warianty

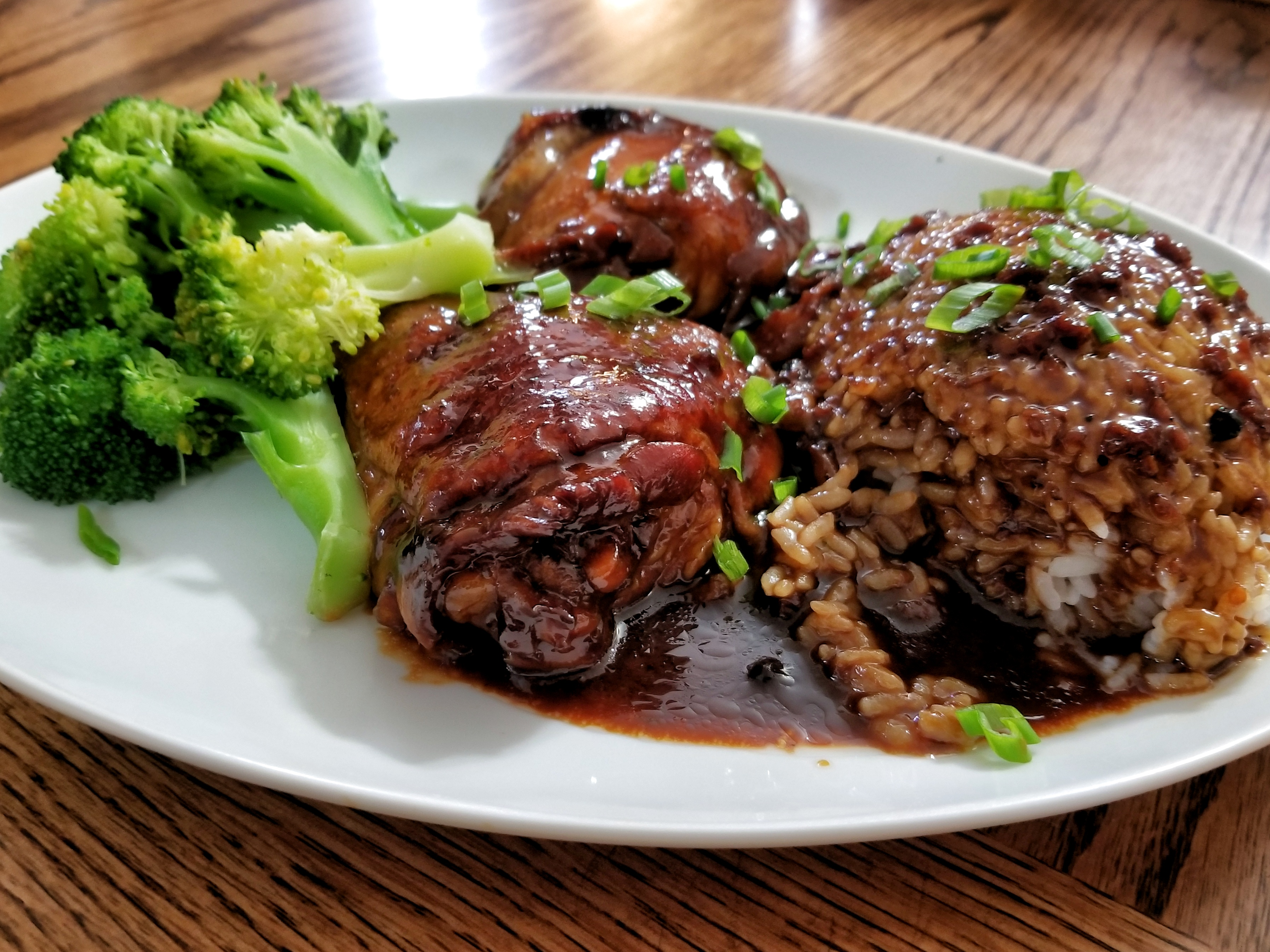
Adobo z kurczaka podane z brokułami

Trudno wskazać choćby przybliżoną liczbę istniejących odmian i wariantów adobo. Wspomina się tym samym o tysiącach, czy nawet milionach różnych sposobów przygotowywania tego dania. W 2021 filipińskie ministerstwo przemysłu i handlu poinformowało o planach opracowania standardowych przepisów najpopularniejszych dań krajowej kuchni, w tym adobo. Miało to zwiększyć międzynarodową rozpoznawalność filipińskich tradycji kulinarnych, jak również ułatwić i usprawnić działania na rzecz promocji rodzimej kuchni. W związku z ogromnym znaczeniem adobo nie tylko dla filipińskiej kuchni, ale też dla tożsamości narodowej ministerialna inicjatywa wzbudziła pewne kontrowersje – jako próba odgórnej ingerencji w nawyki żywieniowe oraz upodobania smakowe Filipińczyków.
W zasadzie każdy region kraju wykształcił szereg typowych dla siebie przepisów na przygotowanie adobo. Najpowszechniej spożywane są wersje tej kluczowej dla filipińskiej kuchni potrawy oparte na kurczaku oraz na wieprzowinie. Adobong manok, odmiana wykorzystująca kurczaka, cieszy się dużą popularnością między innymi w kuchniach tagalskiej, cebuańskiej, boholańskiej, warajskiej i bikolskiej, a także w Batangas. Dodaje się do niej niekiedy brązowy cukier, a także annato, otrzymywane naturalnie z nasion drzewa tropikalnego arnoty właściwej. Adobong baboy, opierające się na wieprzowinie, rozpowszechnione jest choćby wśród Tagalów, Cebuańczyków, Boholczyków, Warajczyków czy Ilokan. Dużą popularnością cieszy się również adobong pusit, którego głównym składnikiem jest kałamarnica, a także adobong sitaw z fasolką szparagową. Niektóre źródła za najpopularniejsze wegetariańskie adobo uznają adobong kangkong. Jest to adobo przygotowane na bazie wilca wodnego, rośliny określanej niekiedy jako szpinak wodny.
Adobo nie zawierające sosu sojowego ani jakiejkolwiek przyprawy nadającej mu kolor określa się zbiorczo jako adobong puti, czyli tak zwane białe adobo. Adobo, do przygotowania którego wykorzystuje się rybę, znane jest ogólnie pod nazwą adobong isda. Z kolei adobo gotowane aż do momentu wyparowania płynu w całości to adobong pinatuyo, suche adobo. Ogromne zróżnicowanie widoczne przy omawianiu adobo powoduje, że występują odmiany potrawy łączone z innymi specjałami kuchni filipińskiej. Adobong balut to adobo przygotowane z baluta, podawane niekiedy z ziemniakami. Adobong lechon to z kolei popularne w wielu regionalnych kuchniach Filipin adobo z pokrojonego na kawałki upieczonego prosięcia.
Należy także wspomnieć adobo przygotowywane z mniej konwencjonalnych składników. Adobong palaka wykorzystuje oskórowane mięso żab hodowlanych. Adobong paniki zawiera mięso nietoperza. Z uwagi na jego bardzo intensywny zapach dodaje się doń duże ilości przypraw, w tym imbir, paprykę chili i oregano. Adobong sawa to z kolei adobo z mięsa pytona, a adobong kurakol ze ślimaka. Istnieją wreszcie adobo z psiego mięsa czy mięsa szczurów hodowlanych. Spotyka się też odmiany przygotowywane z owadów. Nie we wszystkich przypadkach mięso do sporządzenia budzących większe kontrowersje wariantów adobo można pozyskać w sposób legalny. Ubój psów dla celów konsumpcyjnych jest na Filipinach karalny, zgodnie z przyjętym w 1998 Animal Welfare Act. Nietoperze przynajmniej w teorii są chronione przed polowaniami i ubojem na mocy zapisów Philippine Wildlife Act oraz Philippine Cave Management Act, choć egzekwowanie tych ustaw w praktyce pozostawia wiele do życzenia.

## Spożycie
Adobo stanowi integralną część filipińskiej kultury. Uznaje się je z reguły za filipińskie danie narodowe. Jako takie podawane jest zwłaszcza dla uczczenia ważnych wydarzeń czy podczas spotkań rodzinnych. Chętnie spożywają je także Filipińczycy żyjący w społecznościach diasporalnych – jako istotny łącznik z kulturą kraju rodzinnego. Wykorzystuje się je jednocześnie jako prowiant podróżny – ze względu na konserwujące oraz zapobiegające psuciu się żywności właściwości octu.

## Obecność w filipińskiej pamięci historycznej oraz kulturze popularnej
Adobo zapisało się w filipińskich dziejach w sensie daleko szerszym niźli tylko poprzez swą własną długą i skomplikowaną historię. Jeden z wariantów opartego na wieprzowinie adobong baboy był ulubioną potrawą Marceli Agoncillo, uznawanej za bohaterkę narodową Filipin. Kobieta, nazywana matką filipińskiej flagi, ceniła nade wszystko adobo pozbawione sosu sojowego, doprawione wszelako imbirem.
Adobo uwiecznione zostało jednocześnie w kulturze popularnej archipelagu, w tym w filipińskiej kinematografii. Jego dwie odmiany pojawiły się między innymi w jednym z odcinków serialu Replacing Chef Chico (2023) w reżyserii Dana Villegasa. Ukazano je także w filmie Unexpectedly Yours (2017) wyreżyserowanym przez Cathy Garcię-Sampanę. Związki potrawy z kinem Filipin przejawiają się czasem w dosyć kreatywny i nieoczywisty sposób. Cinema '76 to jedno z popularnych kin niezależnych w Quezon City, skupiające się głównie na obrazach rodzimych. W 2023 uruchomiło ono własną kawiarnię, przepełnioną aluzjami do kina. W menu tego lokalu znalazł się ryż z warzywami oraz chrupiącymi płatkami z kurczaka, przygotowanego jako adobong manok.
Na przełomie 2006 i 2007 nazwa tej niezwykle istotnej dla kuchni filipińskiej potrawy została włączona do Oxford English Dictionary. Tym samym słowo to utwierdziło swoją obecność w filipińskiej odmianie języka angielskiego.